# Gerardo Suero
Angel Gerardo Suero Castillo (Santo Domingo, 20 de abril de 1989) es un jugador de baloncesto dominicano que actualmente pertenece a los Soles de Santo Domingo Este de la Liga Nacional de Baloncesto. Con 1,93 metros de estatura, juega en la posición de escolta. Es hermano del también jugador de baloncesto, Juan Miguel Suero.

## Trayectoria deportiva

### Instituto
En febrero de 2007, Suero dejó su pueblo natal de Villa Juana para vivir en los Estados Unidos. Suero asistió al instituto "Our Savior New American School" en Centereach, Nueva York. En su último año, promedió 33,1 puntos y 9,7 rebotes por partido.

### Universidad
Suero jugó dos temporadas en el Technical Career Institutes en Nueva York. En su primera temporada en 2009-10, promedió 21,4 puntos, 11,7 rebotes y 2,2 asistencias por partido, pasando a ser elegido en el mejor quinteto de la región XV. Después de su segunda temporada, se unió a los Albany Great Danes de la America East Conference. En su única temporada con los Great Danes en 2011-12, Suero fue nombrado en el mejor quinteto de la America East Conference, después de haber sido elegido jugador de la semana 4 veces. En 32 partidos (30 como titular), promedió 21,5 puntos, 5,8 rebotes, 3,1 asistencias y 1,3 robos en 31,7 minutos por partido. También alcanzó cifras dobles en 31 partidos, consiguiendo 20 o más puntos en 21 ocasiones.
En abril de 2012, se declaró elegible para el draft de la NBA, renunciando a su último año universitario.

### Profesional
Después de no ser elegido en el Draft de la NBA de 2012, firmó con los Titanes del Licey de la Liga Nacional de Baloncesto de República Dominicana. El 20 de julio de 2012, hizo su debut como profesional contra los Cañeros del Este, con 10 puntos, 5 rebotes, 2 asistencias y 3 robos. El 3 de agosto de 2012, Suero registró su mejor partido de la temporada al anotar 37 puntos contra los Reales de La Vega, junto con 8 rebotes, 3 asistencias y 3 robos. Terminó la temporada regular promediando 16,9 puntos, 4,6 rebotes y 1,4 asistencias en 23,9 minutos por partido. Suero fue elegido Novato del Año de la Liga Nacional de Baloncesto de 2012. Con Suero, los Titanes lograron clasificar a los playoffs, pero fueron eliminados en las semifinales contra los Indios de San Francisco de Macorís 3-1.
En abril de 2015, Gerardo fue traspasado a los Huracanes del Atlántico en un acuerdo entre tres equipos que involucró a los Titanes del Distrito Nacional y los Cañeros del Este. A mediados de mayo de ese mismo año, fue traspasado a los Leones de Santo Domingo a cambio de Luis Jacobo.
En noviembre de 2015, Suero firmó un contrato con el Cafés Candelas Breogán por lo que restaba de la temporada 2015-16 de la Liga Española de Baloncesto Oro. Sin embargo en diciembre de 2015, Suero fue desvinculado del Breogán tras 6 partidos con el club. En esos seis partidos, Suero promedió 8.8 puntos y 2.3 rebotes en 16 minutos de acción.
Jugador Más Valioso  de la serie regular del torneo 2018 de la Liga Nacional de Baloncesto (LNB), Gerardo se convirtió en el primer jugador que obtiene el premio de JMV en temporadas consecutivas y el único con tres trofeos, 2014 con Titanes del Distrito Nacional, 2017 y 2018 con Indios de San Francisco de Macorís.

### Selección nacional
Durante agosto y septiembre de 2023 fue integrante de la selección de República Dominicana que participó en el Mundial de 2023 celebrado en Asia, y que finalizó en decimocuarto lugar.

## Vida personal
Gerardo es hijo de Gerardo Suero y Zoralla Castillo. Su padre fue cuartofinalista en atletismo de los Juegos Olímpicos de 1980, tanto como en los 100 metros, como en los 200 metros.